# Gmina Konarzyny
Die Gmina Konarzyny ist eine Landgemeinde im Powiat Chojnicki (Konitz) der polnischen Woiwodschaft Pommern. Sie hat eine Fläche von 104,3 km², auf der 2285 Menschen leben (31. Dezember 2020). Ihr Sitz ist das gleichnamige Dorf (deutsch: Groß Konarczyn, kaschubisch Kònarzënë).

## Geographische Lage

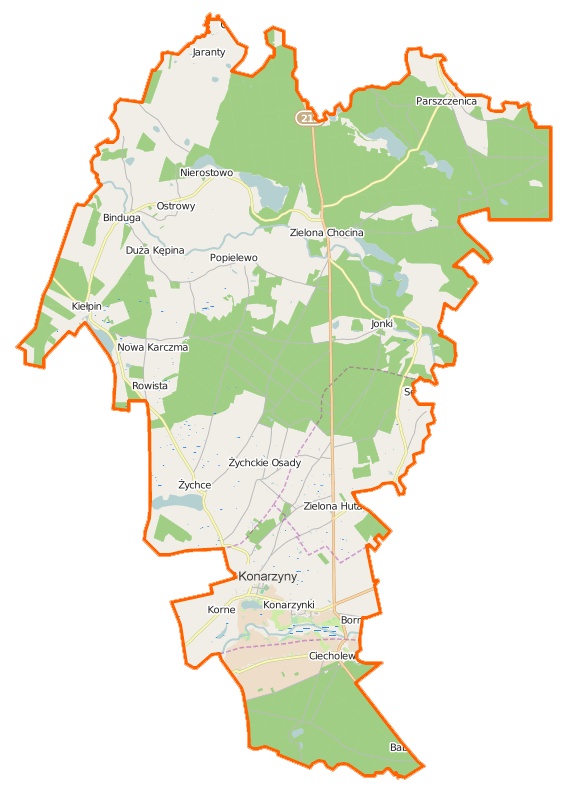
Karte der Landgemeinde Konarzyny

Das Dorf liegt in Hinterpommern im ehemaligen Westpreußen, etwa  23 Kilometer nordwestlich von Chojnice (Konitz) und 40  Kilometer südlich der Stadt Bytów (Bütow) in der westlichsten Ecke des Powiat Chojnicki. Von der Fläche werden 38 % landwirtschaftlich genutzt, 54 % sind Wald.

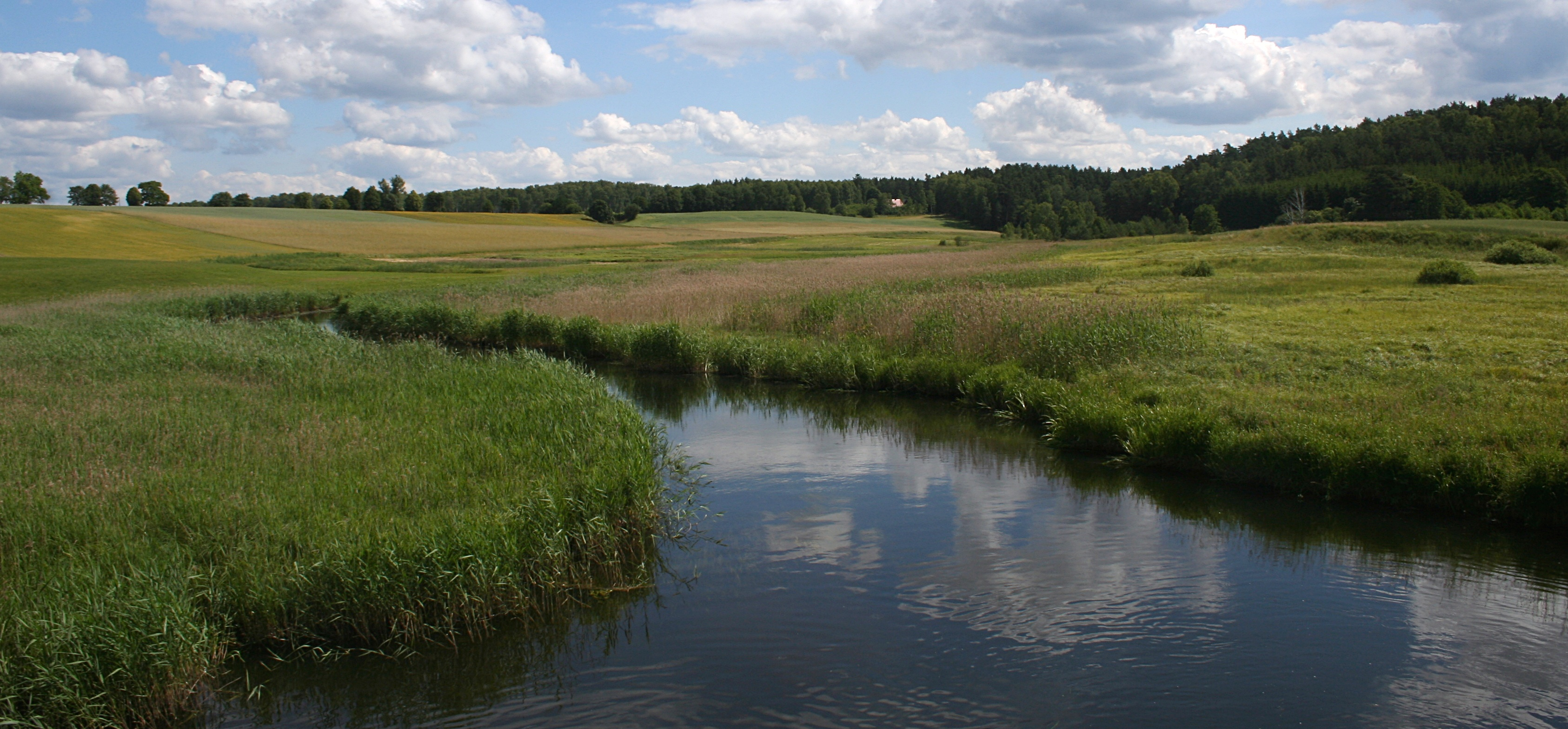
Brda (Brahe) bei Ciecholewy

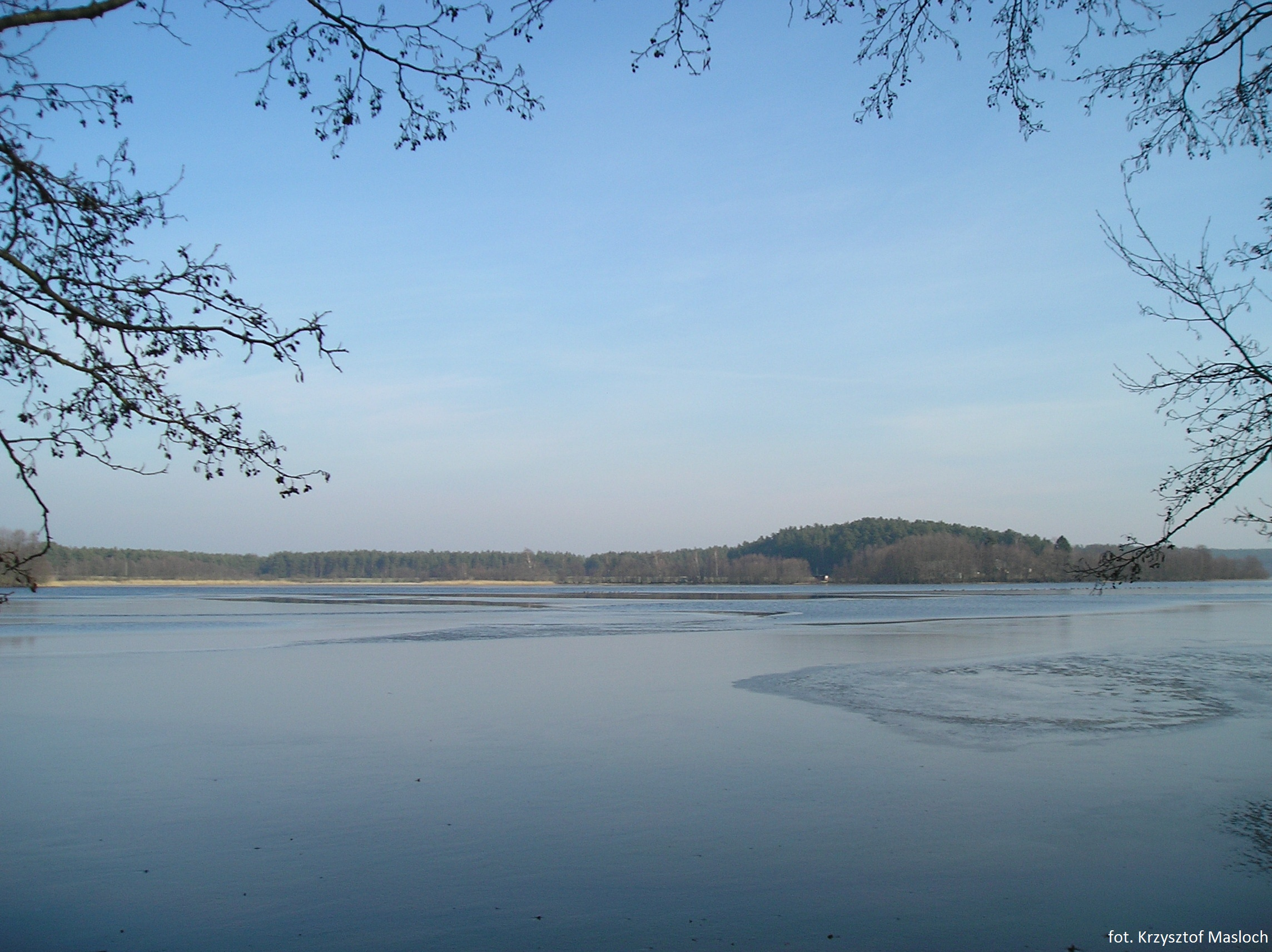
Jezioro Parszczenica

Die Brda (Brahe) durchzieht das Gebiet der Landgemeinde. Ferner gibt es zahlreiche Seen, wie den  
Jezioro Parszczenica, der allerdings nur an die Landgemeinde grenzt.

## Geschichte
Die Region gehörte seit dem 15. Jahrhundert zu Polnisch-Preußen. Durch die Erste polnische Teilung von 1772 kam sie zum Königreich Preußen und gehörte später zur Provinz Westpreußen des Deutschen Reichs.
Nach dem Ersten Weltkrieg wurde aufgrund der Bestimmungen des Versailler Vertrags 1920 der nordöstliche Teil des Kreises Schlochau an die Zweite Polnische Republik abgetreten. Die Grenze verlief durch das Gebiet der heutigen Gmina. So kam die preußische Landgemeinde Groß Konarczyn an Polen, während die Gutsbezirke Groß Konarczyn und Zechlau beim Deutschen Reich verblieben. Durch den Überfall auf Polen 1939 kam das Territorium völkerrechtswidrig an das Reichsgebiet und gegen Ende des Zweiten Weltkriegs wieder an Polen. Soweit deutsche Einwohner nicht geflohen waren, wurden sie in der darauf folgenden Zeit vertrieben.
Von 1975 bis 1998 gehörte die Landgemeinde zur Woiwodschaft Słupsk.

## Gemeindegliederung

### Schulzenämter
Zur Landgemeinde Konarzyny gehören sechs Ortschaften mit jeweils einem Schulzenamt.
| polnischer Name | deutscher Name (bis 1920/45) | kaschubischer Name | Einw. (2011) | Lage   |
| --------------- | ---------------------------- | ------------------ | ------------ | ------ |
| Ciecholewy      | Czechlau, Zechlau            | Cechòlewë          | 155          | (Lage) |
| Kiełpin         | Kelpin                       | Czełpink           | 032          | (Lage) |
| Konarzyny       | Groß Konarczyn               | Kònarzënë          | 523          | (Lage) |
| Zielona Chocina | Grünchotzen                  | Zelonô Chòcënô     | 077          | (Lage) |
| Zielona Huta    | Grünhütte                    | Zelonô Hëta        | 283          | (Lage) |
| Żychce          | Sichts                       | Żëchce             | 227          | (Lage) |

### Weitere Ortschaften der Gemeinde
| - Binduga - Borne - Boryń - Duża Kępina - Dzięgiel (Dziengel) - Jaranty - Jonki (Jonken) | - Kępinka - Konarzynki (Klein Konarczyn) - Korne - Niepszczołąg - Nierostowo (Nierostaw) - Nowa Karczma - Nowa Parszczenica | - Parszczenica - Popielewo - Pustkowie - Rowista - Złota Góra - Żychckie Osady |

## Sehenswürdigkeiten und Natur
Baudenkmäler

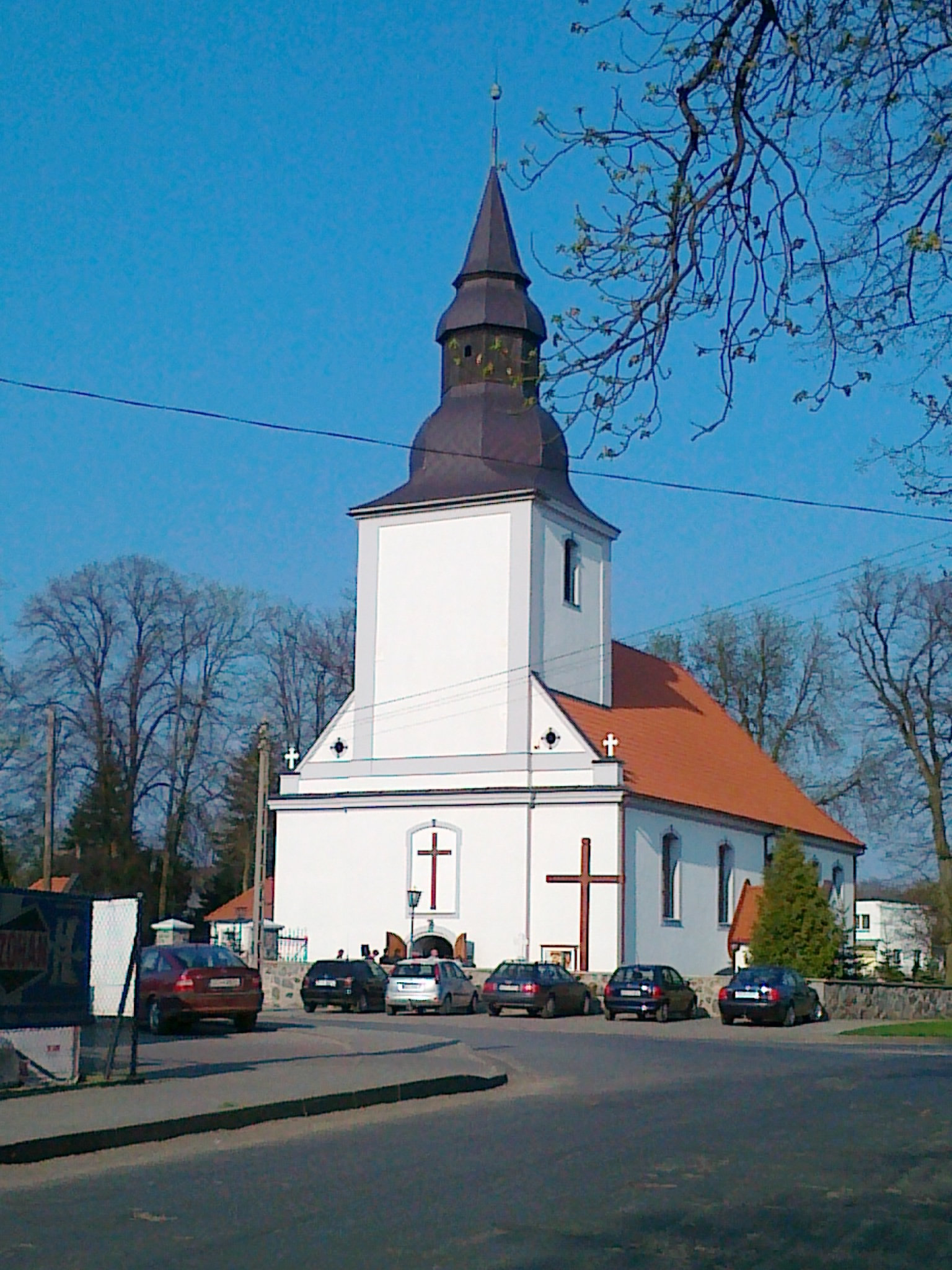
Pfarrkirche in Konarzyny

- Pfarrkirche p.w. śś. Piotra i Pawła in Konarzyny (1731)

Natur und Tourismus
- Die Seen und die Brda bieten zahlreiche Bademöglichkeiten und Gelegenheit zu Kanutouren.